# 1183 Jutta
1183 Jutta (1930 DC) là một tiểu hành tinh vành đai chính được phát hiện ngày 22 tháng 2 năm 1930 bởi K. Reinmuth ở Heidelberg.